# Termovalorizzatore di Acerra
Il Termovalorizzatore di Acerra è un impianto di recupero di energia da rifiuti secchi tritovagliati con codice EER 191212 (l'impianto era originariamente stato concepito per lo smaltimento di combustibile derivato da rifiuti, o CDR, ma una serie di vicissitudini hanno determinato la sua modifica). L'impianto è sito in località "Pantano", nella periferia di Acerra (città metropolitana di Napoli). Attualmente dal trattamento dei rifiuti viene prodotta energia elettrica sufficiente per soddisfare il fabbisogno di 200'000 famiglie. L'impianto è stato realizzato da una ATI (Associazione temporanea di imprese) composta da: Fisia italimpianti Spa, Impregilo Spa e Fisia Babcock Environment GmbH ed è stato collaudato nel 2010.
Il suolo è di proprietà del Ministero della difesa.

## Organizzazione
Il trasporto dei rifiuti da conferire presso l'impianto è monitorato dalla Regione Campania che quotidianamente comunica alla Partenope Ambiente, la società che gestisce l'impianto, il quantitativo di rifiuti, la tipologia e la provenienza. Il rifiuto in entrata proviene dagli Stir della regione, eccetto quello di Giugliano per problemi di qualità anormale. I rifiuti in uscita (ceneri e fanghi) sono smistati negli impianti di inertizzazione rispettivamente a Brescia e a Gricignano di Aversa. L'impianto tra l'altro è costituito da:
- un'avanfossa con tappeto per lo sversamento
- una fossa da 3900 tonnellate per l'accoglimento dei rifiuti da trattare, mantenuta in lieve depressione per evitare la diffusione di odori molesti
- tre forni a griglia mobile con sistema di accensione a gasolio capaci di smaltire complessivamente 90 tonnellate all'ora di rifiuti (approssimativamente corrispondenti a 600.000 t/anno)
- tre generatori di vapore per il recupero dell'energia termica contenuta nei gas di combustione
- una turbina per la produzione di energia elettrica di 107,5 MW (la produzione lorda è di circa 610 GWh/anno, mentre quella netta riversata in rete è di 550 GWh/anno, approssimativamente corrispondenti ai consumi di 200.000 utenze domestiche)
- due aree preposte allo stoccaggio delle ecoballe di rifiuti da trattare
- un'area di stoccaggio per la manutenzione straordinaria delle caldaie
- un depuratore di fumi con sistema di monitoraggio per il controllo delle emissioni in atmosfera
- tre pozzetti per le acque di scarico dotate di impianto di demineralizzazione (Demi)